# Петрович-Негош
Петровичі-Негоші — митрополича, князівська та королівська династія, яка правила в Чорногорії в 1696-1916 (формально до 1918).

## Історичне тло
Після падіння світського князівства Црноєвичів під тиском Османської імперії, і духовна,  і світська влада в Чорногорії зосередились в руках православних митрополитів. Владика Данило із заможного роду Петровичів з села Негоші, який правив у 1697-1735 роках, об'єднав чорногорські землі в єдину державу. Чорногорія з 1711 року користувалася де-факто незалежністю від Османської імперії, хоча отримала офіційне міжнародне визнання як незалежна держава тільки у 1878 році.
У XVIII і XIX ст. чорногорські владики отримували допомогу від Російської імперії та грошові субсидії від царського уряду. Номінально входячи до складу Османської імперії, Чорногорія фактично не підкорялася султанові, вважаючи себе самостійною державою, маючи дипломатичну та фінансову протекцію Москви. Оскільки православні митрополити повинні бути дотримуватися целібату, влада переходила від дядька до племінника.
Наступник Данила Сава (1700—1781), поступився владою своєму племіннику Василю (1709—1766), який фактично правив Чорногорією з 1750 року і грав головну роль в політичному житті країни. Коли після його смерті влада знову опинилась у Сави, в Чорногорії почались заворушення, а в країні з'явився «самозванець».
Степан Малий, видаючи себе за російського імператора Петра III, правив у Чорногорії в 1766-1773 роках, до тих пір, поки не був убитий найманим вбивцею. Хоча Степан Малий в 1768 році видав грамоту, проголосивши відділення світської влади від церковної, традиція митрополичого правління у Чорногорії не перервалася: після вбивства самозванця та смерті Сави влада перейшла до митрополита Петра I Негоша (1747—1830).
Підтримка чорногорцями Степана Малого та їх наступна самостійна політика викликала невдоволення Росії, яка відмовила чорногорській владі у постійній грошовій допомозі, а Катерина II не прийняла Петра І Негоша в Петербурзі, куди він прибув у 1785 році.
При Петрі I та Петрі II Петровичіах (1813—1851) Чорногорія вела безперервні війни з османами за незалежність і досягла в цьому значних успіхів. Петро II здобув популярність не тільки як державний діяч, але і як великий поет, мислитель свого часу. Велике значення Петро II надавав просвітницькій роботі серед народу, розвитку освіти та культури.
У 1852 році митрополит Данило II вирішив одружитися та секуляризувати Чорногорію, ставши князем Данилом I. Його наступник Нікола I проголосив Чорногорію королівством у 1910 році. За час свого тривалого правління князь Нікола домігся визнання незалежності своєї держави іншими державами того часу та через численні династичні шлюби увів свою родину у коло європейської аристократії.
У 1916 король Нікола І був скинутий з престолу після вторгнення й окупації його країни Австро-Угорщиною. Офіційно заарештований Підгорецькою асамблеєю в 1918 році, а Чорногорія була анексована Сербією, яка в свою чергу разом з іншими південнослов'янськими країнами утворила Королівство Сербів, Хорватів і Словенців.
Більшість значних представників династії поховані у старій столиці Чорногорії Цетинє, у Цетинському монастирі чи у палацовій церкві Різдва Богородиці. Владика Петро II похований в мавзолеї на горі Ловчен.

## Представники династії
| № | Ім'я                      | Портрет                   | Народився         | Помер           | Роки правління | Коментар |
| - | ------------------------- | ------------------------- | ----------------- | --------------- | --- | --- |
| 1 | Данило I Петрович-Негош   | Данило I Петрович-Негош   | бл. 1670          | 11 січня 1735   | 1697 — 11 січня 1735 | Засновник династії Петровичів-Негошів. Встановив політичні зв'язки з Росією (1711). Боровся з племінним сепаратизмом, створив судовий орган, що складався з 12 племінних старійшин (1713). При ньому Чорногорія брала участь в російсько-турецькій війні 1710—1713 років. |
| 2 | Сава II Петрович-Негош    | Сава II Петрович-Негош    | 18 січня 1702     | 9 березня 1782  | 22 січня 1735–1750 одноосібно; 1750 — 10 березня 1766 співправитель двоюрідного брата Василя III; 10 березня 1766 — 2 листопада 1767 одноосібно; 2 листопада 1767 — жовтень 1773 співправитель Стефана Малого; жовтні 1773–1781 одноосібно; 1781 — 9 березня 1782 співправитель Арсенія Пламенаца; | Племінник Данила Петровича-Негоша. Співправитель Василя Петровича-Негоша та Стефана Малого. Наприкінці життя висунув як свого наступника Арсенія Пламенаца. |
| 3 | Василь III Петрович-Негош | Василь III Петрович-Негош | 1709              | 10 березня 1766 | 1750 — 10 березня 1766 співправитель двоюрідного брата Сави II; | Племінник Данила Петровича-Негоша. Співправитель Сави Петровича-Негоша. |
| 4 | Стефан (Щепан) Малий      |                           | ?                 | Жовтень 1773    | 2 листопада 1767 — жовтень 1773 співправитель Сави II; убитий греком Станко Класомуньє, підкупленим турецьким пашею ; | Самозванець, що видавав себе за російського імператора Петра III. Співправитель Сави Петровича-Негоша. Успішно боровся з турецькою і венеціанською експансією, прагнучи підтримувати мир у країні. Провів судову реформу, відокремив церкву від держави. |
| 5 | Арсеній Пламенац          |                           | ?                 | 15 травня 1784  | 1781 — березень 1782 співправитель Сави II; березні 1782 — 15 травня 1784 його владу оскаржував Петро I; | Зять Данила Петровича-Негоша. Сава Петрович-Негош висунув його як свого наступника. Після смерті владики боровся за митрополичий престол з Петром Петровичем-Негош. |
| 6 | Петро I Петрович-Негош    | Петро I Петрович-Негош    | 1748              | 18 жовтня 1830  | березень 1782 — 15 травня 1784 його владу оскаржував Арсеній Пламенац; ' 15 травня 1784 — 18 жовтня 1830' одноосібно; | Племінник Василя Петровича-Негоша. Після смерті Сави Петровича-Негоша оскаржував владу Арсенія Пламенаца, до смерті останнього в 1784 році. Керував боротьбою чорногорського народу за звільнення від турецького панування в ході російсько-турецької війни 1806—1812 років. При ньому Чорногорія домоглася фактичної самостійності (1796). Боровся з племінним сепаратизмом, зміцнював державну владу, видав «Законник» (1798). Зарахований до лику святих під ім'ям Петра Цетинського. |
| 7 | Петро II Петрович-Негош   | Петро II Петрович-Негош   | 13 листопада 1813 | 31 жовтня 1851  | 31 жовтня 1830 — 31 жовтня 1851 | Племінник Петра I Петровича-Негоша. Поет і просвітитель. Боровся за незалежність Чорногорії від Туреччини, спиняв племінний сепаратизм в країні, провів розмежування черногорско-австрійського кордону. У зовнішній політиці орієнтувався на Росію. |
| 8 | Данило II Петрович-Негош  | Данило II Петрович-Негош  | 25 травня 1826    | 1 серпня 1860   | листопад 1851 — 1 березня 1852 | Внучатий племінник Петра I Петровича-Негоша. 1 березня 1852 року перетворив країну в світську монархію, знявши з себе сан митрополита і прийнявши титул князя. |

## Князівство Чорногорія
| № | Ім'я                    | Портрет                 | Народився      | Помер          | Роки правління                                                          | Коментар |
| - | ----------------------- | ----------------------- | -------------- | -------------- | ----------------------------------------------------------------------- | --- |
| 1 | Данило I Петрович-Негош | Данило I Петрович-Негош | 25 травня 1826 | 1 серпня 1860  | 1 березня 1852 — 1 серпня 1860 убитий чорногорським емігрантом Кадічем; | перетворив країну в світську монархію (1852). Реорганізував державний апарат і армію, обмежив племінний сепаратизм. Видав «Загальний законник чорногорський» (1855). Добивався міжнародного визнання суверенітету Чорногорії. При ньому Чорногорія брала участь у війні з Османської імперією, розбивши її війська в битві при Грахова (1858).                          |
| 2 | Нікола I Петрович-Негош | Нікола I Петрович-Негош | 7 жовтня 1860  | 1 березня 1921 | 1 серпня 1860 — 28 серпня 1910                                          | Племінник Данила I Петровича-Негоша. Проводив політику, спрямовану на зміцнення самодержавства, хоча був змушений під тиском громадського руху прийняти конституцію (1905). У зовнішній політиці орієнтувався головним чином на Росію. При ньому Чорногорія брала участь у війнах проти Османської імперії (1862, 1876-1878). 28 серпня 1910 року прийняв титул короля. |

## Королівство Чорногорія
| № | Ім'я                    | Портрет                 | Народився     | Помер          | Роки правління                     | Коментар |   |
| - | ----------------------- | ----------------------- | ------------- | -------------- | ---------------------------------- | --- | - |
| 1 | Нікола I Петрович-Негош | Нікола I Петрович-Негош | 7 жовтня 1860 | 1 березня 1921 | 28 серпня 1910 — 26 листопада 1918 | Прийняв титул короля (1910). При ньому Чорногорія брала участь в Балканських війнах (1912-1913), Першої світової війни (1914-1918) У січні 1916 року, після окупації Чорногорії Австро-Угорщиною, втік до Франції, але продовжував претендувати на трон до своєї смерті. | - |

26 листопада 1918 Чорногорія офіційно увійшла до складу Королівства Сербів, Хорватів і Словенців, а 3 жовтня 1929 стала частиною Королівства Югославія. З 12 червня 1941 по 1943 Чорногорія окупована військами держав Осі, країна оголошена королівством-сателітом Італії. У 1944 терен країни повністю звільнений від окупантів.
Після закінчення Другої світової війни Чорногорія стала частиною Федеративної Народної Республіки Югославія (29 листопада 1945), потім отримала статус Народної республіки в її складі (31 січня 1946). Після перетворення ФНРЮ в Соціалістичну Федеративну Республіку Югославію, Чорногорія стала Соціалістичною республікою у складі СФРЮ (7 липня 1963).

## Сучасність
Рід Петровичів-Негошів продовжується і у XXI столітті, його нащадки мешкають у Чорногорії та інших країнах.
12 липня 2011 Скупщина Чорногорії прийняла закон «Про статус нащадків династії Петровичів-Негошів», визнавши офіційний статус нащадків Чорногорського королівського дому в своїй країні.
Закон проголошує нащадками династії всіх нащадків чоловічої статі короля Чорногорії Миколи I Петровича й їхніх дружин.
Закон передбачає надання громадянства Чорногорії всім чоловічим представникам династії, їх дружинам і дітям. При цьому дозволяється зберігати громадянство інших країн, так як зараз нащадки династії, в основному, є громадянами Франції.
Старший спадкоємець династії чоловічої статі отримує статус Представника нащадків династії.
Відповідно до закону, Представник нащадків династії:
- Може використовувати геральдичні символи династії.
- Може бути уповноважений Президентом Чорногорії, Головою Скупщини або Головою Уряду виконувати певні протокольні і неполітичні функції.
- Є головою Керівного комітету фонду Петровичей-Негошей
- Має право на використання державних об'єктів, відповідно до порядку, встановленим Урядом.
- Має право на використання першого поверху Палацу Петровичей в Підгориці, який призначений для особливо важливих державних церемоній, і коли цього вимагає протокол, має пріоритет перед іншими користувачами цього приміщення.
- Отримуватиме щомісячну зарплату, рівну заробітній платі Президента Чорногорії.
- Має право на адміністративне та технічне забезпечення діяльності з боку служби державного протоколу Чорногорії.

Також створено Фонд Петровичей-Негошей, чия діяльність «спрямована на розвиток культури Чорногорії, участь в гуманітарних проектах і розвиток діяльності в інтересах Чорногорії та її традицій». Фонду заборонено брати участь у політичній діяльності.
Для здійснення діяльності фонду уряд Чорногорії надасть протягом семи років 4,3 мільйона євро.
Нащадкам династії будуть надано спеціально побудований будинок в Цетинє площею 300 кв. м. з ділянкою до 5 тисяч кв. м., а також надана квартира площею 130 кв. м. в Подгориці. Крім того нащадкам буде надано особняк короля Миколи I в Негуші з правом користування прилеглими садами і луками.